# Шір-е-Тар
Шір-е-Тар (перс. شيرتر) — село в Ірані, у дегестані Лулеман, в Центральному бахші, шагрестані Фуман остану Ґілян. За даними перепису 2006 року, його населення становило 178 осіб, що проживали у складі 60 сімей.

## Клімат
Середня річна температура становить 14,15°C, середня максимальна – 27,44°C, а середня мінімальна – -1,32°C. Середня річна кількість опадів – 795 мм.
| Клімат поселення                              | Клімат поселення | Клімат поселення | Клімат поселення | Клімат поселення | Клімат поселення | Клімат поселення | Клімат поселення | Клімат поселення | Клімат поселення | Клімат поселення | Клімат поселення | Клімат поселення | Клімат поселення |
| Показник                                      | Січ.             | Лют.             | Бер.             | Квіт.            | Трав.            | Черв.            | Лип.             | Серп.            | Вер.             | Жовт.            | Лист.            | Груд.            |                  |
| Середній максимум, °C                         | 8,30             | 9,72             | 12,82            | 18,38            | 22,38            | 25,34            | 27,41            | 27,44            | 24,82            | 20,92            | 16,04            | 11,68            |                  |
| Середня температура, °C                       | 3,48             | 4,92             | 8,03             | 13,58            | 17,58            | 20,53            | 22,96            | 23,00            | 20,38            | 16,48            | 11,59            | 7,24             |                  |
| Середній мінімум, °C                          | −1,32            | 0,12             | 3,21             | 8,77             | 12,78            | 15,74            | 18,53            | 18,57            | 15,96            | 12,04            | 7,16             | 2,81             |                  |
| Норма опадів, мм                              | 83               | 67               | 69               | 55               | 38               | 24               | 14               | 35               | 75               | 113              | 97               | 125              |                  |
| Середньомісячна швидкість вітру, м/с          | 2.24             | 2.31             | 2.40             | 2.30             | 2.30             | 2.59             | 2.54             | 2.40             | 2.13             | 2.00             | 1.90             | 1.99             |                  |
| Середньомісячна сонячна радіація, кДж/м²·день | 6899             | 9107             | 11235            | 15838            | 20081            | 22675            | 23330            | 19848            | 16337            | 11207            | 8660             | 6681             |                  |
| --------------------------------------------- | ---------------- | ---------------- | ---------------- | ---------------- | ---------------- | ---------------- | ---------------- | ---------------- | ---------------- | ---------------- | ---------------- | ---------------- | ---------------- |
| Джерело:                                      |                  |                  |                  |                  |                  |                  |                  |                  |                  |                  |                  |                  |                  |